# Arachnophora
Arachnophora är ett släkte av svampar. Arachnophora ingår i divisionen sporsäcksvampar och riket svampar.